# Círculo interno de Freud
El Círculo interno de Freud, Círculo interno de Psicoanálisis o Comité Secreto  estuvo representado por el grupo de analistas más cercanos alrededor de Sigmund Freud, incluido él mismo.
A través de los años, a causa de la ruptura de las relaciones entre Freud y muchos de los psicoanalistas de este círculo, muchos miembros se separaron. Sin embargo, en el comienzo el círculo estuvo formado por:
- Alfred Adler,
- Carl Jung (presidente de la Asociación Psicoanalítica Internacional, 1910-1913),
- Otto Rank,
- Sándor Ferenczi (presidente de la Asociación Psicoanalítica Internacional en 1920),
- Ernest Jones (presidente de la Asociación Psicoanalítica Internacional en 1922-1924 y 1934-1949),
- Wilhelm Reich,
- Max Eitingon (presidente de la Asociación Psicoanalítica Internacional, 1925, 1927-1932),
- Karl Abraham (presidente de la Asociación Psicoanalítica Internacional, 1918, 1925),
- Hanns Sachs,
- Wilhelm Stekel,
- Viktor Tausk,
- Herbert Silberer
- y más tarde la hija de Sigmund Freud Anna Freud y otros.